# 최경철
최경철(崔敬哲, 1980년 8월 15일 ~ )은 전 KBO 리그 삼성 라이온즈의 포수이자, 현 KBO 리그 LG 트윈스의 2군 배터리코치이다.

## 선수 시절

### 아마추어 시절
전주고등학교를 졸업하고 1999년에 쌍방울 레이더스의 고졸 우선 지명을 받았지만 바로 입단하지 않고 신생 팀인 동의대학교 체육학과에 입학했다.

### SK 와이번스시절
2003년에 동의대 체육학과 졸업 후 쌍방울 레이더스의 지명권을 승계한 팀에 입단하였다. 동의대 창단 멤버이자 포수로 활동했다. 하지만 박경완, 정상호와의 경쟁에서 밀려 상무 야구단에 입단하였다.

### 상무 야구단시절
2007년에 입단하였다.

### SK 와이번스복귀
2008년에 복귀하였다. 군 복무를 마친 후에도 자리잡지 못했다.

### 넥센 히어로즈시절
2012년 5월 2일에 투수 전유수를 상대로 트레이드돼 허도환의 백업 포수로 출장했다. 2013년에 상무 야구단에서 박동원이 제대하자 다시 2군으로 밀려났다.

### LG 트윈스시절
때마침 윤요섭, 현재윤의 부상으로 포수 자원 부족을 겪게 된 팀 사정상 2013년 4월 24일에 당시 LG 트윈스 소속이었던 서동욱과의 1:1 트레이드로 이적했다.
2014년에는 윤요섭, 조윤준과의 경쟁을 이겨내고 당시 전 구단 포수 중 가장 많은 경기를 소화하며 주전 포수로 등극했다. 고타율을 기록하진 못했지만 찬스시 타점을 올려 팀에 큰 도움이 됐고, 그 어느 때보다 팬들의 열렬한 지지를 얻었다. 2014년 준플레이오프 4경기에서 모두 선발로 출장해 눈부신 활약을 펼쳤다. 그 결과 4차전 뒤 실시된 기자단 투표에서 유효표 50표 중 35표를 얻어 시리즈 MVP에 선정됐다. 시즌 후 그의 공로를 인정받아 이병규와 함께 가장 높은 연봉 인상률을 기록했다.
2015년에도 팀의 주전 포수를 맡아 꾸준히 선발 출장했으며 4월 7일 한화 이글스와의 경기에서 팀의 첫 홈런을 쳐 냈다.
2016년 11월 25일 본인이 직접 구단에 직접 요청해 방출됐다.

### 삼성 라이온즈시절
군 입대가 결정돼 공백이 확실시 되긴 했으나 두산 베어스에서 이원석의 보상 선수로 이흥련을 지목하며 제대 후에도 두산 베어스 소속으로 뛰게 돼 팀의 백업 포수 공백이 생겼고, 공백을 채우기 위해 영입됐다.
그러나 시즌 중 약물 논란이 발생하는 바람에 출전 정지 징계를 받았고, 2017년 시즌 후 방출됐다.

## 야구선수 은퇴 후
2018년부터 SK 와이번스의 전력분석원으로 활동했다.

## 논란
- 2014년 7월 9일 두산전 오재원 타석에서 "뭐하냐? 빨리 들어와라!"라는 명령조로 말을 걸었고 오재원이 "준비하고 있는데 왜 그러는 거냐?"라는 식으로 말을 하자 사과는커녕 선배한테 대든다는 식으로 나와 벤치클리어링을 유발시켰다.

2015년 7월 1일 두산전에서 걸어가던 오재원을 온 힘을 다해 밀어서 논란이 됐다.
2015년 8월 9일 두산전에서 오재원과의 홈 승부 때 공은 오른손에 쥐고 있었으나 그가 공이 없는 왼손 빈 글러브로 태그를 해서 논란이 됐다. 원래는 아웃 선언이 됐지만 오재원과 두산 베어스 측의 합의 판정 요청으로 세이프로 번복됐고, 당시 LG 트윈스의 감독이었던 양상문이 합의 판정 신청 가능 시간인 10초가 지나서 요청했다고 끝까지 어필을 해봤으나 세이프로 판정됐다.
- 2017년 시즌 전 스프링캠프에서 실시한 도핑 테스트 결과 양성 반응이 나왔는데 그는 다이어트제를 복용했다고 설명했다. 이로 인해 삼성 라이온즈는 5월 2일 그를 엔트리에서 제외했고, 72경기 출장 정지 징계를 받았다.[7] 결국 이 사건의 여파로 최경철은 시즌 후 삼성에서 방출됐다.

## 응원가

### 넥센 히어로즈시절
원곡: Eruption의 'One Way Ticket'
가사 : 넥센 히어로즈 최경철 안타~ 넥센 히어로즈 최경철 안타 워워~ 히어로즈 안방마님 안!타! 최경철!(×2)

### LG 트윈스시절
원곡 : 토이의 '뜨거운 안녕'

가사 : 날려버려 무적 LG 최경철~ 최!경!철! *4

### 삼성 라이온즈시절
안타 삼성 최!경!철! 워어어어 날려라 *4

## 출신 학교
- 전주효자초등학교
- 전주동중학교
- 전주고등학교
- 동의대학교

## 통산 기록
| 연도 | 팀명   | 타율  | 경기 | 타수 | 득점 | 안타 | 2루타 | 3루타 | 홈런 | 루타 | 타점 | 도루 | 도실 | 볼넷 | 사구 | 삼진 | 병살 | 실책 |
| ---- | ------ | ----- | ---- | ---- | ---- | ---- | ----- | ----- | ---- | ---- | ---- | ---- | ---- | ---- | ---- | ---- | ---- | ---- |
| 2004 | SK     | 0.200 | 34   | 35   | 2    | 7    | 0     | 0     | 1    | 10   | 3    | 0    | 0    | 0    | 2    | 7    | 0    | 2    |
| 2005 | SK     | 0.214 | 43   | 56   | 6    | 12   | 2     | 0     | 0    | 14   | 2    | 0    | 0    | 6    | 1    | 19   | 2    | 1    |
| 2006 | SK     | 0.183 | 63   | 71   | 3    | 13   | 0     | 0     | 0    | 13   | 1    | 0    | 0    | 6    | 0    | 19   | 3    | 3    |
| 2010 | SK     | 0.000 | 1    | 2    | 0    | 0    | 0     | 0     | 0    | 0    | 0    | 0    | 0    | 0    | 0    | 2    | 0    | 0    |
| 2011 | SK     | 0.143 | 20   | 28   | 2    | 4    | 3     | 0     | 0    | 7    | 4    | 0    | 0    | 3    | 0    | 8    | 0    | 1    |
| 2012 | 넥센   | 0.223 | 81   | 130  | 9    | 29   | 3     | 1     | 0    | 34   | 7    | 1    | 1    | 6    | 1    | 32   | 0    | 3    |
| 2013 | LG     | 0.245 | 38   | 53   | 6    | 13   | 2     | 1     | 0    | 17   | 5    | 0    | 1    | 4    | 2    | 17   | 0    | 2    |
| 2014 | LG     | 0.214 | 117  | 290  | 36   | 62   | 11    | 0     | 4    | 85   | 39   | 4    | 2    | 22   | 5    | 67   | 7    | 3    |
| 2015 | LG     | 0.208 | 109  | 183  | 23   | 38   | 7     | 1     | 3    | 56   | 19   | 3    | 1    | 14   | 8    | 55   | 1    | 5    |
| 2016 | LG     | 0.156 | 29   | 45   | 3    | 7    | 2     | 0     | 0    | 9    | 2    | 0    | 0    | 4    | 1    | 16   | 0    | 2    |
| 2017 | 삼성   | 0.313 | 25   | 32   | 5    | 10   | 2     | 0     | 2    | 18   | 7    | 0    | 0    | 3    | 3    | 10   | 0    | 0    |
| 통산 | 11시즌 | 0.211 | 560  | 925  | 95   | 195  | 32    | 3     | 10   | 263  | 89   | 8    | 5    | 68   | 23   | 252  | 13   | 22   |